# Oxyrhachis ovicornuta
Oxyrhachis ovicornuta är en insektsart som beskrevs av Capener 1962. Oxyrhachis ovicornuta ingår i släktet Oxyrhachis och familjen hornstritar. Inga underarter finns listade i Catalogue of Life.